# ناصر الشملي
ناصر علي الشملي المعروف باسم ناصر الشملي (مواليد 15 فبراير 1989) هو لاعب كرة قدم عماني يجيد اللعب كقلب دفاع لصالح نادي العروبة ومنتخب عمان.

## روابط خارجية
- ناصر الشملي على موقع الاتحاد الدولي (مؤرشف)  (الإنجليزية)
- ناصر الشملي على موقع قاعدة بيانات كرة القدم.إي يو (الإنجليزية)
- ناصر الشملي على موقع ناشيونال فوتبول تيمز (الإنجليزية)
- ناصر الشملي على موقع Soccerway.com (الإنجليزية)
- ناصر الشملي على موقع كووورة